# Tofsmoa
Tofsmoa (Pachyornis australis) är en förhistorisk utdöd fågel i familjen mindre moafåglar inom ordningen moafåglar som liksom alla moafåglar tidigare förekom i Nya Zeeland.

## Utseende
Tofsmoan har fått sitt namn av gropar på skallbenet vilket skulle kunna tyda på att arten hade någon sorts tofs. Liknande gropar har tillfälligtvis hittats på skallben från andra moaarter i släkten Dinornis, Anomalopteryx och andra i tofsmoans släkte Pachyornis. Den var mindre än kortbent moa (Pachyornis elephantopus) men benlämningarna är i övrigt till förväxling lika.

## Utbredning och levnadsmiljö
Tofsmoan var endemisk för Sydön där den till skillnad från den kortbenta moan förekom i högt belägna subalpina skogar i North West. Även om deras benlämningar tillfälligtvis har hittats sida vid sida föredrog den kortbenta moan generellt varmare och torrare låglänta områden.

## Ekologi och föda
I Nya Zeeland fanns ursprungligen inga landlevande däggdjur förutom fladdermöss. I brist på konkurrens fyllde därför moafåglarna, däribland tofsmoan, den ekologiska nischen som växtätare. Även landlevande predatorer saknades. Det enda egentliga hotet för moafåglarna var moaörnen (Hieraaetus moorei).

## Utdöende
Fram tills nyligen trodde man att tofsmoan dog ut i övergången mellan pleistocen och holocen för ungefär 10.000 år sedan när klimatet förändrades. 2012 visade dock datering av tofsmoans benlämningar från Bulmer Cavern med kol-14-metoden att det exemplaret tog ut mellan år 1396 och 1442, över 100 år efter människan kom till ön. Under klimatförändringarna innan bosättare anlände följde tofsmoan med utan att dess bestånd förändrades. Att den, liksom alla andra moafåglar, dog ut ganska snart efter att människan anlänt pekar på att jakt och habitatförstörelse ligger bakom. Man tror att tofsmoan överlevde längst i terräng som var svårast för människan att nå.